# Canton de Pougues-les-Eaux
Le canton de Pougues-les-Eaux est un ancien canton français situé dans le département de la Nièvre et la région Bourgogne.

## Géographie
Ce canton est organisé autour de Pougues-les-Eaux et est l'un des 13 cantons de l'arrondissement de Nevers. Son altitude varie de 157 m (Germigny-sur-Loire) à 341 m (Parigny-les-Vaux) pour une altitude moyenne de 212 m.

## Histoire
Créé au XIXe siècle, le canton est réduit par le décret du 16 août 1973 créant le canton de Guérigny.
Il est supprimé lors du redécoupage cantonal de 2014.

## Conseillers généraux de 1833 à 2015
| Période | Période           | Identité                                                 | Étiquette              | Qualité |
| ------- | ----------------- | -------------------------------------------------------- | ---------------------- | --- |
| 1833    | 1842              | Antoine Charles Gondier de Craye (1777-1855)             |                        | Juge de paix à Pougues-les-Eaux, maire de Parigny |
| 1842    | 1852              | Achille Dufaud (1796-1856)                               |                        | Directeur des forges de Fourchambault |
| 1852    | 1862 (décès)      | Comte Gaspard Etienne Louis de Berthier-Bizy (1797-1862) |                        | Propriétaire du château de Bizy, maire de Parigny-les-Vaux, conseiller d'arrondissement |
| 1862    | 1871              | Auguste-Alexandre Ducrot                                 | Droite                 | Général de division Député (1871-1872) |
| 1871    | 1873              | Baron Philippe La Beaume de Bourgoing                    | Bonapartiste           | Ancien écuyer de Napoléon III Ancien Inspecteur général des haras Député (1868-1870, 1874-1875, 1876-1878 et 1881-1882)                                                                             |
| 1873    | 1889              | Jean Massé                                               | Républicain            | Notaire et propriétaire à Nevers Sénateur (1879-1888) Maire de La Charité-sur-Loire (1849-1851) Conseiller d'arrondissement du canton de La Charité-sur-Loire (1848-1851) Maire de Pougues-les-Eaux |
| 1889    | 1889 (annulation) | Georges Boulanger                                        | Boulangiste            | Général |
| 1889    | 1901              | René de Lespinasse                                       | Conservateur Royaliste | Ecrivain, propriétaire du château de Luanges Ancien maire d'Urzy |
| 1901    | 1913              | Jean-Marie Serrus                                        | Rad.                   | Propriétaire à Pougues-les-Eaux |
| 1913    | 1925              | Henri Gamard                                             | SFIO                   | Instituteur à Paris Député (1924-1932) |
| 1925    | 1937              | Pierre Faucher                                           | PRS- Soc.ind.          | Médecin Maire de Fourchambault (1919-1944) |
| 1937    | 1940              | Louis Richard                                            | PC-SFIC                | Ouvrier métallurgiste, monteur charpente bois, employé de mairie puis épicier à Fourchambault Déchu en 1939 (décrets Daladier)                                                                      |
|         |                   |                                                          |                        | |
| 1945    | 1958              | Jean-Robert Gérard                                       | SFIO                   | Électricien Maire de Fourchambault (1945-1953) |
| 1958    | 1970              | Robert Hostier                                           | PCF                    | Professeur Maire de Fourchambault (1953-1971) Député (1962-1968) |
| 1970    | 1982              | Maurice Besson                                           | PCF                    | Retraité - Maire de Fourchambault (1971-1977) |
| 1982    | 2001              | Raymond Bussière                                         | PCF                    | Comptable Maire de Fourchambault (1977-1989) |
| 2001    | 2015              | Colette Mongiat                                          | PS                     | Retraitée de l'Éducation Nationale, Fourchambault |

## Conseillers d'arrondissement (de 1833 à 1940)
| Période                                  | Période           | Identité                                                 | Étiquette           | Qualité |
| ---------------------------------------- | ----------------- | -------------------------------------------------------- | ------------------- | --- |
| 1833                                     | 1842              | M. Martin                                                |                     | Juge de paix à Pougues                                                                                      |
| 1842                                     | 1848              | Comte Gaspard Étienne Louis de Berthier-Bizy (1797-1862) |                     | Propriétaire du château de Bizy, maire de Parigny                                                           |
| 1848                                     | 1849 (décès)      | Louis Hector Martin (1790-1849)                          |                     | Maire de Pougues (1848-1849)                                                                                |
|                                          |                   |                                                          |                     | |
| 1871                                     | 1880              | Pierre Languinier                                        |                     | Propriétaire, maire d'Urzy                                                                                  |
| 1880                                     | 1887              | Pierre Gervais Jamet père                                | Républicain         | Ancien notaire, propriétaire à Poiseux, ancien déporté                                                      |
| 1887                                     | 1892 (annulation) | Hippolyte Morlé (1868-1900)                              | Républicain         | Ancien avoué à Nevers, maire de Garchizy, suppléant du juge de paix                                         |
| 1892                                     | 1895 (décès)      | François Muron                                           | POF                 | Horloger à Pougues                                                                                          |
| 15 décembre 1895                         | 1919 (décès)      | Pierre Hubert Meunier fils                               | POF Socialiste SFIO | Maître d'hôtel, propriétaire à Pougues                                                                      |
| 1919                                     | 1922              | Alfred Compain (neveu du précédent)                      | SFIO                | Propriétaire viticulteur à Pougues                                                                          |
| 1922                                     | 1940              | Charles Dariaux (1869-1944)                              | SFIO                | Agent technique à l'Arsenal, maire de Guérigny (1905-1919 et 1923-1935)                                     |
| 1940                                     |                   |                                                          |                     | Les conseils d'arrondissement ont été suspendus par la loi du 12 octobre 1940 et n'ont jamais été réactivés |
| Les données manquantes sont à compléter. |                   |                                                          |                     | |

## Composition
Le canton de Pougues-les-Eaux regroupait 5 communes et comptait 12 544 habitants (population municipale de 2006).
| Communes           | Population (2012) | Code postal | Code Insee |
| ------------------ | ----------------- | ----------- | ---------- |
| Fourchambault      | 4 739             | 58600       | 58117      |
| Garchizy           | 3 650             | 58600       | 58121      |
| Germigny-sur-Loire | 677               | 58320       | 58124      |
| Parigny-les-Vaux   | 974               | 58320       | 58207      |
| Pougues-les-Eaux   | 2 510             | 58320       | 58214      |

## Démographie
| 1962   | 1968   | 1975   | 1982   | 1990   | 1999   | 2006   | 2009 |
| ------ | ------ | ------ | ------ | ------ | ------ | ------ | ---- |
| 12 042 | 12 318 | 13 333 | 13 115 | 12 870 | 12 673 | 12 544 | -    |

Histogramme de l'évolution démographique depuis 1962 :